# 문재인 정부의 2017년 5월 정책
이 문서는 2017년 5월에 추진한 문재인 정부의 정책에 관한 것이다.

## 2017년 5월 10일: 일자리 위원회 설치
문재인 대통령은 일자리 대책 마련과 일자리위원회 설치를 첫번째 업무로 지시했다.
지난 19대 대선 기간에 공공부문 일자리 81만 개를 만들겠다는 공약을 발표하면서 '일자리 대통령'으로 실천하겠다는 의지로 풀이된다.
그래서 일자리위원회 설치를 통해 10조 원 규모의 추가경정예산을 편성하여 우선, 2017년 하반기까지 소방관과 근로감독관, 경찰, 교사 등 공무원 1만 2천 명을 추가로 채용하고 공공분야뿐만 아니라 민간에서 투자를 늘리고 좋은 일자리를 만들 수 있도록 경제정책을 펴 나갈 계획이다.
그리고 일자리 창출을 통해 최근 경기 회복의 불씨가 조금씩 살아나고 있는 상황에서 경제에 활력을 불어넣겠다는 방침이다.
2017년 5월 16일, 일자리 위원회 설치안이 국무회의에 통과하여 정식 출범하였다.

## 2017년 5월 12일: 인천공항공사 비정규직 1만명, 2020년까지 정규직으로 전환
문 대통령은 비정규직 문제 해소를 위해 첫 외부 공식일정으로 인천공항공사를 방문하여 인천공항공사의 비정규직 근로자들을 만나서 비정규직 문제로 불평등과 양극화가 심화돼 경제성장의 걸림돌이 되고 있다며 공공부문부터 비정규직을 한명도 없게 만들겠다고 선언했다.
그래서 문 대통령은 우선, 환경미화원과 상시·지속적 업무와 경비직 등 생명·안전 관련 업무는 정규직으로 직접 고용해야 한다는 원칙을 제시했고 빠른 시일 내에 공공부문의 비정규직 실태를 전면 조사해서 올해 하반기까지 구체적인 해결책을 마련하라고 관련 부처에 지시했다.
그리고 비정규직 문제 해결에 적극적으로 나서는 공공기관에 대해 가산점을 주는 방식으로 공공기관 평가 지침을 바꿀 것도 기획재정부에 주문했다.
인천공항공사는 2018년 1월 1일부터 비정규직 1천여 명을 정규직으로 우선 전환하고 2020년까지 완료하기로 하였다.

## 2017년 5월 12일: 임을 위한 행진곡 제창
문 대통령은 정부 기념일로 지정된 5·18 광주 민주화운동과 그 정신이 더 이상 훼손되지 않도록 하기 위해 임을 위한 행진곡을 합창에서 제창으로 바꿨다.
국가보훈처는 지난 2009년 12년 동안 5·18 기념식에서 참석자 전원이 제창했던 임을 위한 행진곡을 북한 영화에 등장한 노래라는 점 등을 이유로 공연단의 합창으로 바꾼 적이 있었다.
문재인 대통령은 지난 대선 기간에 광주를 찾을 때마다 임을 위한 행진곡 제창을 약속하였다.
그래서 해마다 보수와 진보 이념 갈등의 상징이 됐던 임을 위한 행진곡 제창이 9년 만에 부활하게 되었다.

## 2017년 5월 12일: 국정 역사교과서 폐기
문 대통령은 상식과 정의 바로 세우기 차원에서 역사 교육 정상화를 위해 국정 역사교과서를 폐기 하였다.
지난 2015년 10월, 박근혜 정부는 역사 교과서 국정화 방침을 발표하면서 곧바로 집필에 착수하였으나 집필진도 편찬기준도 모두 비공개로 진행된 '불통 교과서', 공개 이후에는 박정희 정권 미화에 크고 작은 내용 오류로 부실 집필 논란까지 일면서 반발이 거셌다.
여기에 국정농단 사태까지 터지자 교육부는 전면 적용 방침을 철회하고 올해 연구학교에서만 시범 사용하기로 결정했지만 연구학교를 희망한 학교는 경산 문명고등학교 단 한 곳이었고 이마저도 지정효력 정지 소송으로 실제 수업에서는 사용되지 않았다.
국정 교과서를 '적폐'로 규정한 문재인 정부가 들어서면서 교육부 홈페이지에서는 국정 역사교과서 연결 배너가 사라졌다.
40억 넘는 나랏돈을 투입한 국정 역사교과서, 예산 낭비와 학교 현장 혼란만 가져왔다는 비판 속에 결국 역사 속으로 사라졌다.

## 2017년 5월 15일:세월호 참사로 사망한 기간제교사 순직 인정
문재인 대통령은 스승의 날을 맞아 세월호 참사로 사망한 기간제 교사 2명을 순직 인정하라고 지시했다.
그리고 공무를 수행하다 사망한 공직자의 경우 정규직 또는 비정규직 등 신분과 관계없이 순직 처리하는 방안을 검토하기로 했다.
세월호참사 이후 3년이 지났으나 제도 해석의 문제로 김초원·이지혜 기간제 교사에 대한 순직 인정이 아직 이뤄지지 않고 있었다.
그래서 이제 세월호 기간제교사 순직 인정에 대해 논란을 끝내고 고인의 명예를 존중하며 유가족 위로하는 게 마땅하고 순직을 인정함으로써 스승에 대한 국가적 예우를 다하기로 하였다.
앞서 국가인권위원회는 세월호참사로 사망한 기간제 교사에 대한 순직 인정을 권고했고 문 대통령 역시 대선후보 시절 국민공약으로 세월호 기간제 교사 순직 인정을 국민들에게 약속했다.

## 2017년 5월 15일: 30년 이상 된 노후 석탄화력발전소에 대한 일시 가동 중단
문 대통령은 이날 오후 2시 서울 양천구 은정초등학교 '미세먼지 바로 알기 교실'을 방문하여 고농도 미세먼지 발생 시 생활 속 대처방법 교육을 참관하고 미세먼지 감축을 약속했다.
그래서 30년 이상 된 석탄화력발전소 8곳을 대상으로 6월 한 달 동안 일시적으로 가동을 중단하고, 내년부터 상대적으로 전력수요가 적은 3∼6월 4개월간 가동을 중단하라고 지시했다.
삼천포 화력발전소 1·2호기 등 노후 석탄발전소 10기는 임기 내 모두 폐쇄하고, 폐쇄 시기도 최대한 앞당길 방침이다.
그리고 김수현 사회 수석에게 이른 시일 내 미세먼지 대책기구를 설치하라고 지시했다.
청와대는 노후 석탄화력발전소 8곳의 가동을 한 달간 중단할 경우 1∼2%가량 미세먼지가 감소할 것으로 내다봤다. 또 석탄화력발전소 일시 가동중지에 따른 전력 공급 차질을 피하기 위해 LNG(액화천연가스) 발전소의 가동률을 높일 경우 0.2% 정도의 전기요금 인상요인이 발생할 것으로 예상했다.
문 대통령은 후보 시절 봄철 석탄화력발전소 일시 셧다운, 30년 이상 노후석탄발전소 10기 조기 폐쇄, 건설 중인 화력발전소 중 공정률 10% 미만인 곳은 원점에서 재검토 등의 미세먼지 공약을 발표했다.

## 2017년 5월 22일:4대강 사업재조사
문 대통령은 4대강 사업의 문제점을 가려내기 위해 감사를 지시했다.
4대강 사업에 대한 첫 감사 결과는 이명박 대통령이 재임하던 2011년에 나왔으며 사업에 별 문제가 없다고 밝혔고 이 대통령의 퇴임을 앞둔 2013년 1월 두 번째 감사에서 "15개 보가 부실하고, 수질 악화의 우려도 있다"는 감사원 발표가 나왔었다.
반년 뒤 박근혜 정부 때 이뤄진 3차 감사에선 수질 관리의 문제점과 함께 건설사들의 담합 사실이 대거 적발했다.
그리고 6월 1일부터 녹조가 발생할 우려가 있는 달성보와 공주보 등 6개 보를 상시 개방하기로 했다.
민관 합동 조사·평가단이 앞으로 1년 동안 모든 보를 관찰한 뒤, 일부 보는 철거도 추진하기로 했다.
청와대는 환경부와 국토교통부로 나눠져 있던 물관리 체계를 환경부로 합치고, 업무 공백이 생기지 않도록 국무조정실에서 '통합 물관리 상황반'을 가동하기로 했다.
문 대통령은 대선 기간 수생태계 파괴 주범으로 지목된 16개의 4대강 대형 보를 상시 개방해 종합평가를 실시하는 내용의 4대강 재자연화 추진 공약을 제시했다.
이에 따라 자유한국당은 전 정부의 사업을 모두 백지화하는 것은 문제가 있다고 비판했고 옛 친이계 출신이 많은 바른정당도 "비위 적발에 무게가 실린다면 취지가 왜곡될 수밖에 없다"며 '정치 감사' 가능성을 우려했다.
국민의당은 4대강 사업 감사는 적절한 조치라면서도, 청와대가 감사원에 업무를 지시하는 것은 절차적 문제가 있다고 지적했다.
반면 여당인 더불어민주당은 22조 원이 넘는 혈세를 들여 생태계를 파괴한 '비정상적 사업'을 정상화하는 것이라면서, 책임자 처벌을 엄격하게 해야 한다고 강조했다.
정의당도 4대강 사업 결정권자와 이권개입자들을 상대로 청문회를 열 것을 주장했다.

## 2017년 5월 24일: 일자리 상황판 설치
청와대는 여민관에 있는 대통령 집무실에 설치된 일자리 상황판을 공개했다.
일자리 상황판은 일자리의 양과 질을 보여주는 고용률과 청년실업, 임금 격차 등 14개 지표와 경제성장률 같은 경제지표 4개를 더해 모두 18개 지표로 구성되었다. 각 지표별로 현재 상황과 장기적 추이를 보여주면서 지역과 연령, 성별 상황도 파악할 수 있다.
문 대통령은 일자리 상황판을 시연하면서 높은 청년 실업률, 정규직과 비정규직 간 임금 격차, 여성의 낮은 경제활동 비율, 또 지나치게 긴 노동시간 등을 특히 시급히 극복해야 할 과제로 꼽았다.
장년 고용률이 높은 건 청년 세대가 일자리를 구하지 못해 부모 세대가 다시 취업 전선에 나선 탓이라며 그나마 대부분 질 낮은 일자리라고 지적했다.
문 대통령은 당선되면 일자리 위원회를 만들고 집무실에 상황판을 설치하겠다는 공약을 지켰다면서 이제부터 성과와 실적을 내는 게 중요하다고 말했다.
청와대는 앞으로 고용 관련 전산망과 연계해 각종 지표들이 일자리 상황판에 실시간 반영되도록 하겠다고 밝혔다.
그리고 국민이 인터넷 등을 통해 일자리 상황판을 볼 수 있도록 하는 방안도 함께 추진하기로 했다.